# إسلاملو (أرومية)
إسلاملو هي قرية في مقاطعة أرومية، إيران. يقدر عدد سكانها بـ 259 نسمة بحسب إحصاء 2016.